# Картеруола-Мазончело-Торкио (Сондрио)
Картеруола-Мазончело-Торкио је насеље у Италији у округу Сондрио, региону Ломбардија.
Према процени из 2011. у насељу је живело 53 становника. Насеље се налази на надморској висини од 539 м.